# Raymonde Heudebert
Pour les articles homonymes, voir Heudebert.
Raymonde Lucienne Heudebert, née le 16 octobre 1894 à Paris et morte dans la même ville le 27 novembre 1991, est une artiste peintre et illustratrice française, représentative du courant africaniste.

## Biographie

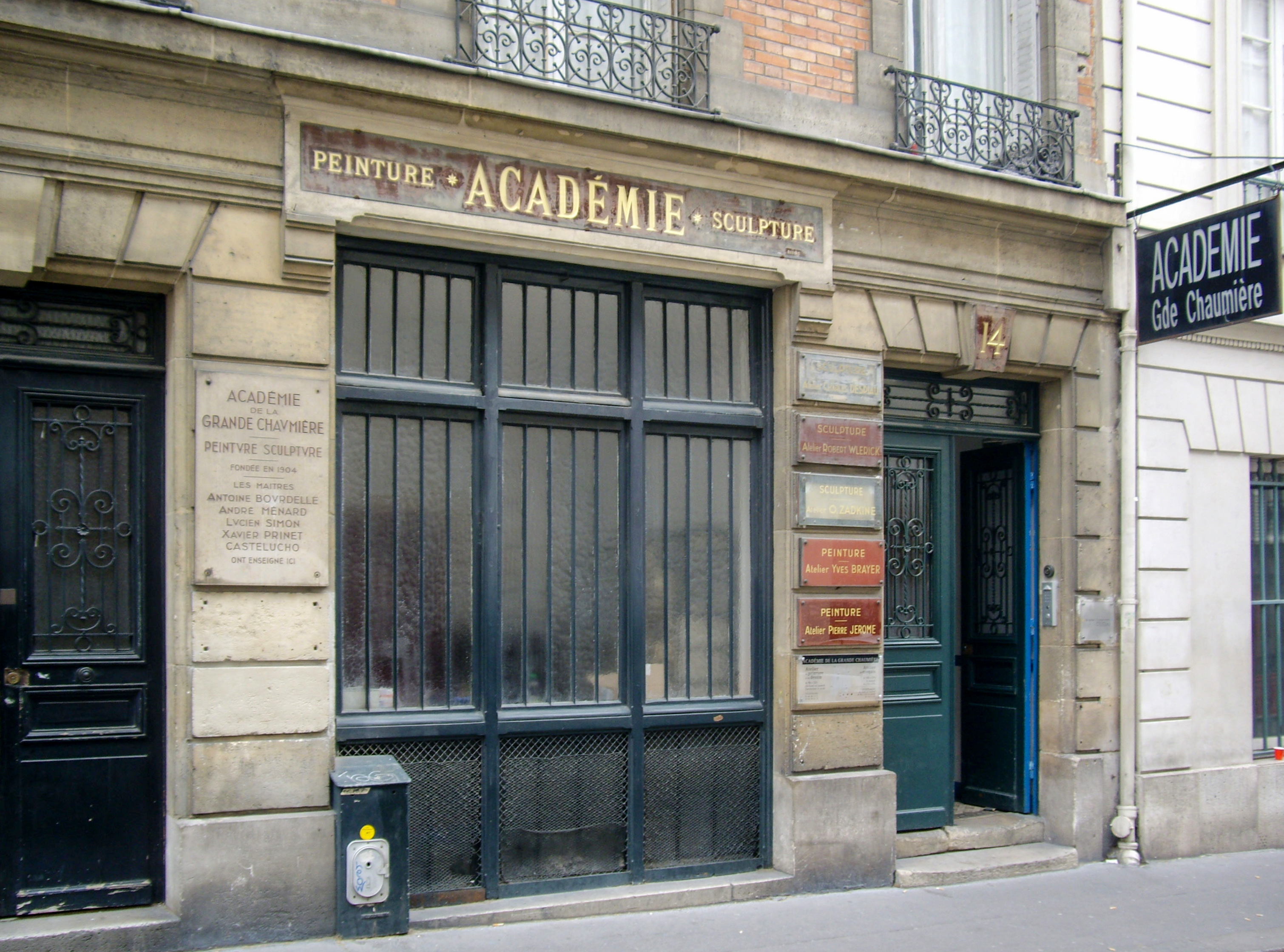
Académie de la Grande Chaumière, Paris

Raymonde Heudebert est la fille de Lucien Alfred Heudebert (1860-1943), marchand de biscottes, et d'Ellen Katherine Burn (1865-1940). Elle est l'élève de René Ménard à l'Académie de la Grande Chaumière, puis de Maurice Denis et Félix Vallotton à l'Académie Ranson à Paris. Elle devient sociétaire du Salon d'automne et y expose dès 1920. Cette même année, elle est reçue aux soirées de Mireille Havet, où elle côtoie Raymond Radiguet, Jacques-Napoléon Faure-Biguet, Marcelle Garros, Maurice Martin du Gard et Winnaretta Singer.

Les maîtres
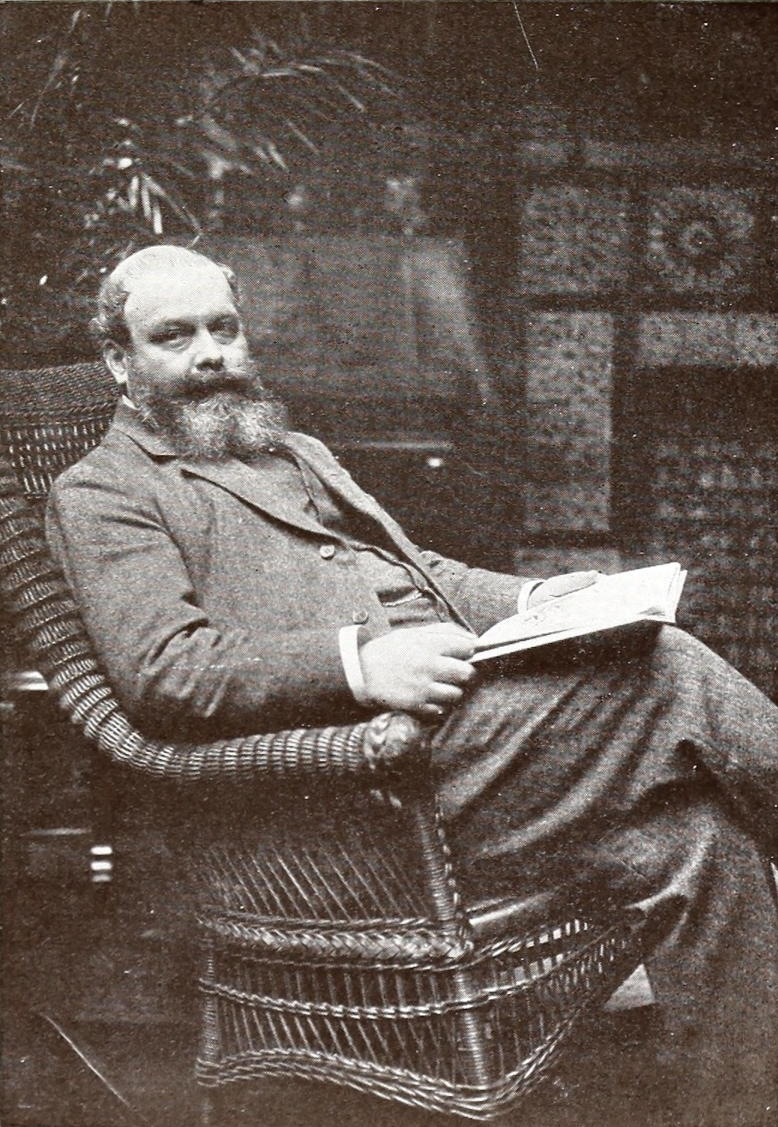
René Ménard
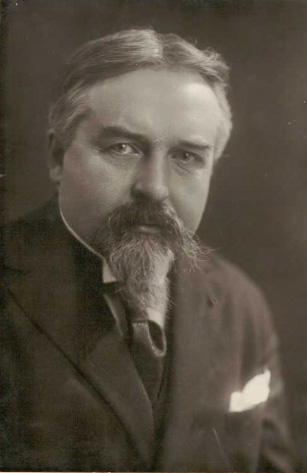
Maurice Denis
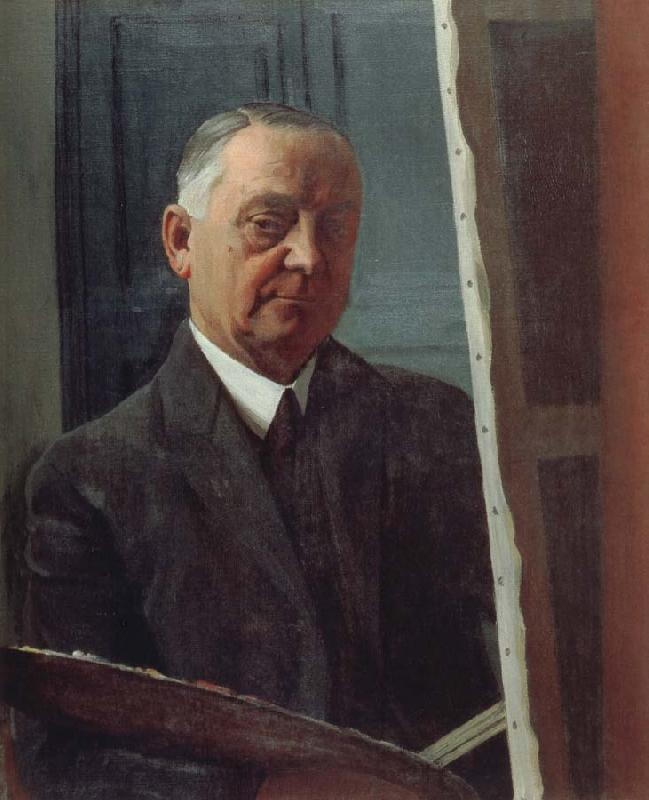
Félix Vallotton

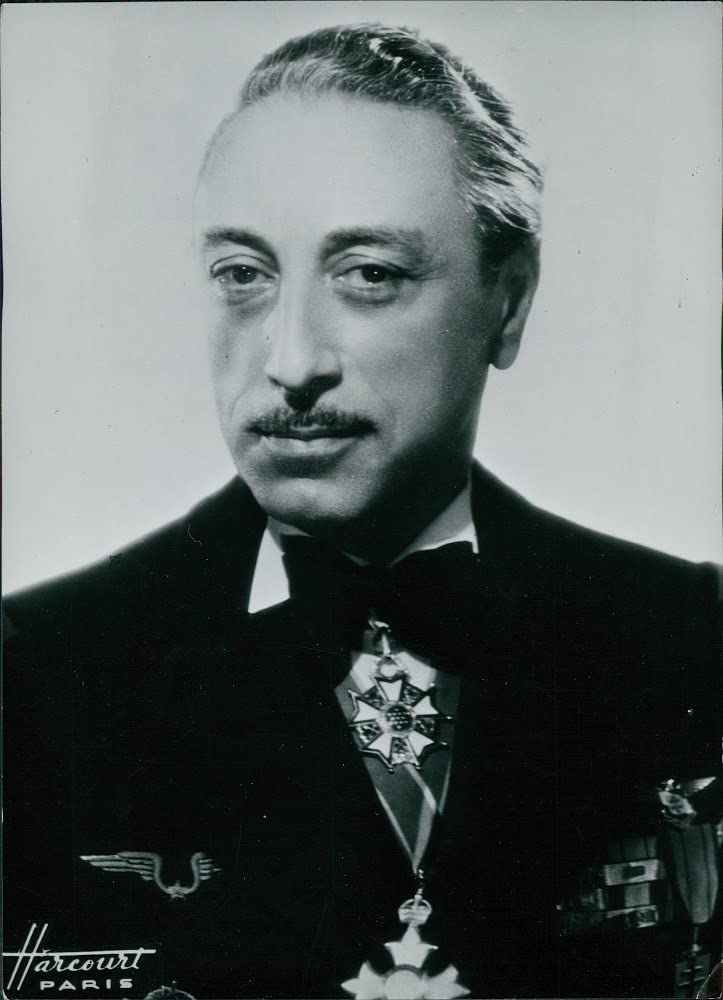
Édouard Corniglion-Molinier

Le 28 juillet 1924, Raymonde Heudebert épouse le futur général d'aviation et ministre Édouard Corniglion-Molinier (1898-1963) dont les racines sont niçoises, s'apprêtant alors à vivre une grande partie de chaque année à Villefranche-sur-Mer.
Sur une invitation en Guinée, elle va effectuer en Afrique-Occidentale française un voyage qui va la situer, à l'instar de Roger Bezombes, Gustave Hervigo, Georges-André Klein ou Anna Quinquaud, parmi les artistes africanistes essentiels du XXe siècle. Elle peint des paysages en Afrique-Occidentale française (Guinée, Soudan français - actuel Mali -, Haute-Volta - actuel Burkina Faso) -, en France (Villefranche-sur-Mer) et en Italie (Venise, Florence, Rome, Naples).
« Dépouillement dans les lignes onduleuses définissant un paysage, simplification raffinée des volumes : en Italie, en Provence ou en Espagne, à l'Île Maurice ou à Hong-Kong, Raymonde Heudebert a recueilli l'essence même de la nature qu'elle transpose avec la rigueur d'une artiste cubiste pleine d'humour et de force, de sensibilité très très fine dans une acuité visuelle exceptionnelle » observe Gérald Schurr, qui souligne cependant que Raymonde Heudebert a plus particulièrement « su renouveler le thème éternel de Venise grâce à la sensibilité d'un graphisme synthétique, à la fluidité d'une palette qui évoquent comme dans un rêve poétique, plus qu'ils ne les décrivent, les célèbres architectures de la Sérénissime ».

## Collections publiques

### États-Unis
- D'Ariane à Zoé, suite de 26 lithographies dont Raymonde Heudebert, 1930.

### France
- Boulogne-Billancourt, musée des Années Trente.
- Grenoble, musée de Grenoble : Portrait du peintre (autoportrait), huile sur toile 104x73,5cm, vers 1922 (dépôt du Centre national des arts plastiques)[11].
- Paris :
  - Assemblée nationale, dépôts du Centre national des arts plastiques :
    - Nature morte, pastel 42x29cm[12] ;
    - Paysage aux arbres, huile sur carton 41x33cm[13].

  - musée du quai Branly : Indigènes traversant un oued, huile sur toile.
- Rouen, musée des Beaux-Arts : Paul Morand en costume chinois.
- Saint-Germain-en-Laye,  musée départemental Maurice-Denis : 
  - Grand Nu au voile, 1923.
  - Autoportrait sur fond noir, non daté

## Portraits non localisés
- Gérard Bauër[4].
- Ninetta Casagrande de Villariera[4].
- Marc Chadourne[4].
- Colette[4].
- Edmond Jaloux[4].
- Suzanne Lenglen[4].
- François Mauriac[14].
- Paul Morand[5].
- Armande de Polignac[5].
- Catherine Pozzi[4].

### Livres illustrés
- François Mauriac, Génitrix, 100 exemplaires numérotés sur papier vélin Lafuma, enrichis d'un portrait de l'auteur par Raymonde Heudebert, Bernard Grasset éd., Collection « Les cahiers verts », 1923.
- Louis Gautier-Vignal, Les Maisons de la mer, poèmes, 150 exemplaires, dessins de Raymonde Heudebert, Nice, Éditions G. Mathieu, 1924.
- François Mauriac, Le Désert de l'amour, 30 exemplaires numérotés sur papier de Chine, enrichis d'un portrait de l'auteur par Raymonde Heudebert, Bernard Grasset éd., Collection « Les cahiers verts », 1923.
- Henri Bernstein, La Galerie des glaces, portrait de l'auteur par Raymonde Heudebert en frontispice, Arthème Fayard & Cie Éditeurs, Imprimerie Ramlot, 1926.
- Edmond Jaloux, Le Message, portrait de l'auteur par Raymonde Heudebert en frontispice, Éditions Les cahiers libres, 1930.
- D'Ariane à Zoé, Librairie de France, 1930, 26 prénoms sous forme de 26 nouvelles par 26 écrivains, enrichies de 26 lithographies d'artistes, dont Yves Alix, Berthold Mahn, Pierre-Eugène Clairin, Raoul Dufy, André Dunoyer de Segonzac, Kiyoshi Hasegawa, Raymonde Heudebert et Marie Laurencin.

## Expositions

### Expositions personnelles
- Galerie Druet, Paris, février 1923[15].
- Galerie Jacques Rodrigues-Henriques, Paris, 1927[5].
- Galerie Bernheim-Jeune, Paris, juin 1931[16],[17],[18], 1932[19].
- Galerie George Bernheim, 1938[20].
- Galerie Bruno Caille, Paris, 1960[20].
- Œuvres récentes de Raymonde Heudebert, galerie Bruno Martin Caille, Paris, juin 1969[21].
- Galerie du Cercle, no 23 rue de la Pépinière, Paris :
  - 1977 ;
  - juin 1982[9] ;
  - janvier-février 1985, Raymonde Heudebert. Cinquante ans de peinture[22] ;
  - avril-mai 1986, Raymonde Heudebert. Venise[10].

### Expositions collectives
- Salon d'automne, Paris, à partir de 1920[6].
- Nouveau Salon, galerie Barbazanges, Paris, 1922, avec Pierre Bompard, Charles Despiau, Adolphe Feder, Raymonde Heudebert, André Jolly, Tristan Klingsor, Marthe Lebasque, André Léveillé, Lucien Mainssieux, Jean Peské[23].
- Salon d'automne, Toulouse, 1934[24].
- Exposition universelle de 1937, Paris, pavillon pontifical, avec Yves Brayer, Maurice Denis, George Desvallières, Élisabeth Faure, René Levrel)[25].
- Dixième anniversaire de la Galerie du Cercle (Denise Douchez). Yves Alix, Willy Eisenschitz, Jean Even, Raymonde Heudebert, galerie du Cercle, Paris, mai 1984[26].
- Coloniales 1920-1940, musée municipal de Boulogne-Billancourt, de novembre 1989 à janvier 1990.
- Salon des indépendants et Salon des Tuileries, expositions non datées, vraisemblablement pour le second à partir de sa création en 1923[4].
- Genève, Londres, New York, expositions non datées.

## Vente publique
- Claude Robert, commissaire-priseur, Vente de l'atelier Raymonde Heudebert, Paris, hôtel Drouot, 21 novembre 1974[27].

## Réception critique
- « D'un voyage en Guinée, Raymonde Heudebert a rapporté quarante peintures qu'elle expose à la Galerie Georges Bernheim. Dans ses études d'indigènes, réalistes sans vains détails anecdotiques, ses vues, ses pittoresques scènes locales, elle a su traduire avec perspicacité les caractères de la race et des sites. Mais ces mérites documentaires s'accompagnent de réelles qualités picturales. Ses coloris, d'une sobre vigueur dans les figures fermement reconstruites, s'éclairent et s'allègent dans les paysages où l'atmosphère et l'éclairage sont très subtilement exprimés, tandis que son dessin, par le rythme des lignes, atteint parfois à d'heureuses cadences décoratives. » - Revue Art et Décoration[17]
- « Les études rapportées par Raymonde Heudebert de son séjour en Guinée n'ont pas qu'un intérêt documentaire. Le peintre a rendu avec un certain charme l'aspect de ce pays aux terres rouges, surtout dans de petits paysages rapidement traités sur carton. » - Germain Bazin[28]
- « On doit toujours savoir gré à une artiste de ne présenter au public qu'un ensemble de dessins, sans chercher à plaire par les riants prestiges de la couleur. Une exposition de dessins est un plaisir grave, que goûtent peu la plupart des gens qui assistent aux vernissages. Il ne faut que féliciter davantage Raymonde Heudebert qui offre une suite d'agréables dessins au crayon et des silhouettes très dépouillées de nus féminins, à la plume : elle prouve ainsi une heureuse application aux joies sévères du trait, un louable amour de la forme. Ses contours à la plume ont tant de justesse qu'on croit voir le modelé de la chair sur la page pourtant restée blanche. » - Fabien Sollar[19]
- « Raymonde Heudebert a travaillé avec André Lhote. Comme lui elle a été touchée par le cubisme, mais sans rien de systématique et de raide. Son œuvre, au contraire, est toute sensibilité. Les paysages, bien construits, équilibrés, dénotent un métier confirmé et les couleurs, presque toujours tendres, sont d'un grand raffinement. » - Françoise de Perthuis[27]
- « J'ai suivi avec bonheur l'évolution de la carrière de Raymonde Heudebert, créatrice d'une exceptionnelle valeur, et je n'ai jamais cessé de m'émerveiller d'une conscience qui ne céda jamais aux fallacieuses tentations de la mode. La délicatesse de cette artiste moitié Anglaise a toujours contrasté avec la fermeté, l'assurance, l'intelligence de ses pinceaux. Elle doit beaucoup de sa culture picturale à de longues stations dans les musées de Londres ou de Florence, avant de fréquenter l'Académie Ranson, d'appartenir en quelque sorte à la suite des Nabis et d'avoir légèrement subi l'influence cubiste d'André Lhote… Paysages, portraits, natures mortes, tout ce que touche Raymonde Heudebert, à l'huile, à la gouache, au crayon, témoigne de sa maîtrise. Son art se situe à contre-courant des conceptions passagères et prend sa source dans les profondeurs d'une vie recueillie. » - André David[29]
- « Un art volontaire né du cubisme allié à une fine sensibilité féminine, des paysages de Florence et de Naples aux lignes de forces construites dans la lumière, des dessins africains d'une stricte cadence. Cette élève de Maurice Denis laisse également une série de portraits (Paul Morand, François Mauriac, Félix Vallotton…) d'une stylisation rigoureuse et pleine d'humour. » - Gérald Schurr[30]
- « Depuis le portrait de la princesse de Polignac, composé à la fin des années 20,  jusqu'aux paysages stylisés de 1981 en passant par les recherches abstraites (Le bureau de l'écrivain, vers 1950), par des vues d'Italie et par des effigies sans indulgence de ses amis, un art de réflexion et de rigueur, un tempérament toujours guidé par la sensibilité et par le sens de la mise en scène. » - Gérald Schurr[22]
- « Raymonde Heudebert a donné une vision totalement inattendue de l'Afrique où elle avait été invitée par des amis qui dirigeaient l'une des nombreuses et florissantes bananeraies de Guinée. Cette femme-artiste d'une beauté frappante avait fait de ses contemporains, tels Armande de Polignac, Félix Vallotton, François Mauriac et Paul Morand, des portraits aux plans aigus, marqués de l'influence cubiste. Ses dessins et aquarelles africains, représentant des danseurs masqués en Haute-Volta, un groupe de notables Peul ou une jeune Soussou, ont la même délicatesse raffinée que ceux qu'elle avait exécutés à Paris. En revanche, dans ses tableaux à l'huile, apparaît une puissance dramatique associée à d'inhabituels mélanges de couleurs. » - Lynne Thornton[5]